# 鮑伊 (科羅拉多州)
鮑伊（英語：Bowie）是位於美國科羅拉多州德爾塔縣的一個非建制地區。該地的面積和人口皆未知。

## 地理
鮑伊的座標為38°55′17″N 107°32′24″W / 38.92139°N 107.54000°W，而該地的平均海拔高度為1537米（即5043英尺）。